# 鮒寿司

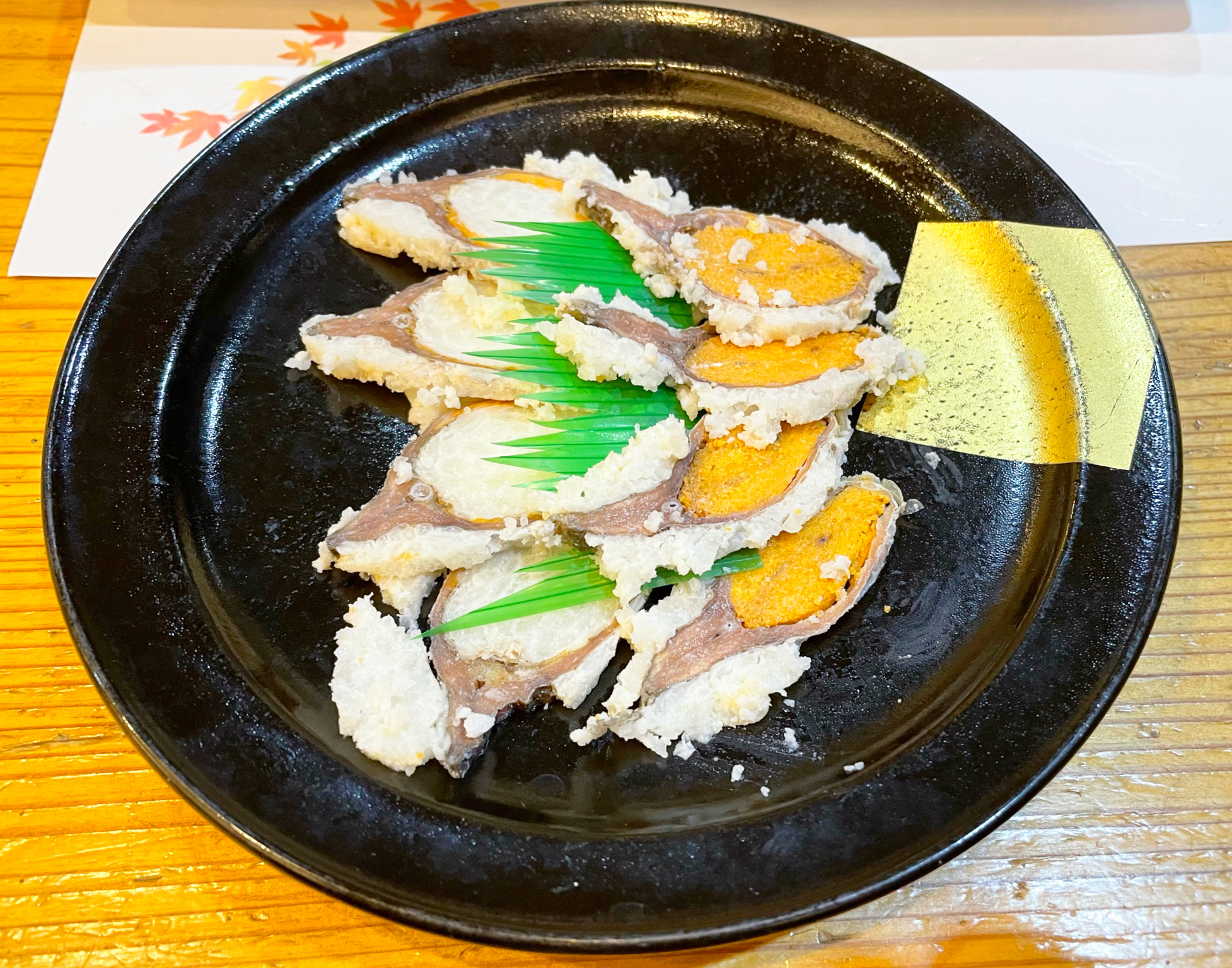
一口大に切り分けて食卓に上げられた鮒ずし（滋賀県米原市）。白く見えるのは乳酸発酵した米飯。黄色く見えるのは卵。

鮒ずし（ふなずし）は、日本古来の“鮓（なれずし）”の代表的一種。古代から琵琶湖産のニゴロブナ（煮頃鮒）などを主要食材として作られ続けている滋賀県（旧・近江国）の郷土料理である。今日では「ふなずし」「鮒鮓」「鮒鮨」「鮒寿司」「鮒寿し」などとも記し、「鮒寿司」が最も一般的となっている（後述）。

## 概要
ふなずしは滋賀県の特産品で、日本に現存するなれずしでは最も古い形態を残していると考えられている。東南アジア雲南地方の山岳地域にみられる魚の貯蔵法に起源をもつとされる。
原料魚として一般的には子持ちのニゴロブナを用いるが、その製法は業者や家庭によって異なる。また、江戸時代以来、主に琵琶湖の固有種であるニゴロブナが最適とされてきたが、ゲンゴロウブナも使用されている。原料魚の鱗、エラ、内臓を取り除いた後、腹腔に塩を詰め込んで桶に何層にも並べで塩漬けし、それを水洗いしてから米飯に塩を混ぜたものに漬け込んで熟成させたものである。ふなずしの風味や保存性は主にこの米飯漬けの工程で付与されると考えられている。また、前段階の塩蔵の過程にも、腐敗細菌の増殖抑制、自己消化の進行の抑制、肉質の脱水、硬化、血抜きなどの効果があると考えられている。
ふなずしは乳酸菌や酵母の作用を利用した発酵食品である。有機酸として乳酸のほか、ギ酸、酢酸、プロピオン酸、酪酸などがみられる。魚肉の自己消化によって生成される種々のエキス成分、また乳酸菌、嫌気性細菌、酵母などによって生成される有機酸やアルコールなどによって独特の風味がもたらされる。他方で有機酸などの影響でpHが低下することで保存性も付与される。
滋賀県内にはニゴロブナを利用した鮒ずしのほか、ウグイ、ハス、モロコ、アユ、ビワマス、コイ、ドジョウなどをなれずしにする文化があり、なれずしは1998年（平成10年）に滋賀県無形民俗文化財の「滋賀の食文化財」となっている。
ふなずしの原料魚となるニゴロブナは資源減少が問題となっており、滋賀県では琵琶湖での稚魚の放流や湖辺のヨシ群集の保全事業に取り組んでいる。

## 名称
「ふなずし」という語の表記揺れはかなり大きい。漢字の字義を正確に適用した場合、「鮒のなれずし」という特徴を的確に表せるのは「鮒鮓」である。しかし、現代では用いられることは多いとは言えず、「鮒寿司」などの別表記が多い。しかし、「寿司」は「鮨（なれずし以外のすし）」を当て字に変えたものであり、所謂「早ずし」を意味するので意味的に矛盾する。

## 歴史
日本のふなずしの歴史は奈良時代にまで溯り、長屋王家木簡や二条大路木簡に「鮒鮨」や「鮨鮒」の語がみえている。平安時代の『延喜式』の記載によれば、近江国筑摩厨（滋賀県米原市）から「鮨鮒」が貢納され、「米」と「塩」を用いて作られていることがわかる。朝鮮出兵の際には豊臣秀吉に陣中見舞いとしてふなずしを送り、秀吉は返礼として朱印を送ったと記録に残っている。
また江戸時代には、近江国で春季に捕れた鮒と、秋から冬にかけての紅葉鮒とを「ふなずし」にしていたが、夏季の高温の季節を経ない紅葉鮒の鮨（鮓）は醗酵が遅く、次第に廃れたものと思われる。現在の滋賀県の「ふなずし」は、春季の鮒を用いている。

## 製法と食べ方

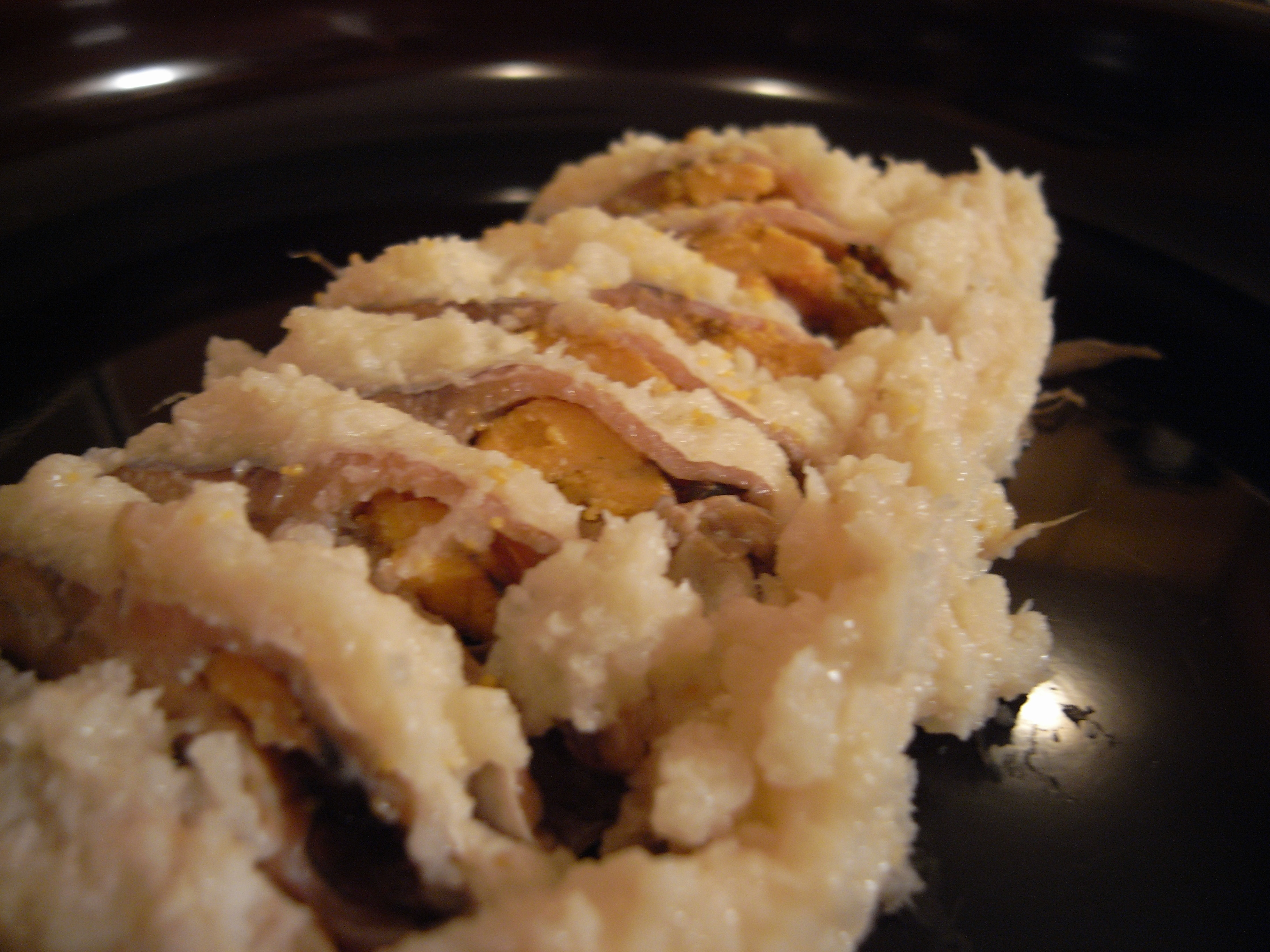
滋賀県の鮒寿司

現在の滋賀県で行われている一般的な製法は以下の通りである。
1. 春に捕獲したフナのウロコとエラ、卵巣以外の内臓を除く。内臓を取るには腹開きにはせずに、先を曲げた金属の棒などをフナの口から挿入して、内臓を引っかけて取り出す。そして、フナの腹腔内に塩を詰め、これを塩を敷いた桶に並べて、その上に塩を重ね、さらに塩詰めしたフナを並べるということを繰り返す。そして、最後に塩を敷き詰め蓋をし、その上に重石を置いて冷暗所に保管する。これは「塩切り」と呼ばれる。
2. 夏の土用の頃まで塩漬けにした後、フナを取り出して水で良く洗い塩抜きをする。塩味が少し残る程度で塩抜きを終え、次に飯をフナの身の中に詰める。この飯には塩を混ぜるが、「塩切り」したフナには塩味が付いていることから、飯に塩を混ぜない方法もある。また、醗酵を促進させるために酒を加える製法もある。桶の中にフナだけでなく飯も交互に敷き、フナは身の内と外から飯に囲まれた状態で敷き詰められる。落とし蓋の上から重石をかけ冷暗所[注 1]に保管する。乳酸醗酵には、空気を遮断することが重要であり、重石をした後に桶に水を張ることが行われてきたが、現在は桶にビニール袋を敷いてからフナと飯を詰めて、ビニール袋の口を閉じてから落とし蓋と重石をすることで、水を張らずに空気を遮断する方法も行われる。
3. 夏の土用の頃に飯漬けを行うと、晩秋には食べることができる。また、1年から2、3年程度飯漬けを行うこともある。桶内のフナは乳酸発酵によって腐敗が防止され、アミノ酸などのうま味成分が増す。
4. 飯漬けの後に、酒粕や味噌に漬けることも行われている。

食べ方は、フナの身をスライスして皿に盛り食卓に出したり、そのまま食べたり、お茶漬けにしたりと様々である。卵の部分はチーズのような香りと食感である。

## 他の臭い食べ物との比較
臭い食べ物の代表例（食べ物の臭さの「順位付け」ではない）
Au: アラバスター単位、におい成分の成分量の単位である。においの強弱は、におい成分毎にヒトの感覚閾値との相乗値で評価され、純粋な「においの単位」ではない。